# Anderson Montague-Barlow
Clement Anderson Montague-Barlow, 1er baronnet, (28 février 1868 - 31 mai 1951) est un avocat britannique et homme politique du Parti conservateur.

## Biographie
Il est né Clement Anderson Barlow au Vicarage St Bartholomew, Clifton, Gloucestershire, et est connu sous son deuxième prénom, Anderson, plutôt que sous son premier, Clement. Il obtient une maîtrise et un LL. D. de l'Université de Cambridge et exerce au barreau. Entre 1910 et 1923, il représente Salford South à la Chambre des communes. En 1922, il est admis au Conseil privé lorsqu'il devient ministre du Travail, poste qu'il occupe jusqu'en 1924. Il est fait chevalier commandeur de l'Ordre de l'Empire britannique en 1918 et en 1924, il est créé baronnet, de Westminster dans le comté de Londres.
En 1938, le gouvernement de Neville Chamberlain demande à Barlow de présider une commission royale sur la concentration urbaine de la population et de l'industrie, « la Commission royale sur la répartition de la population industrielle », connue sous le nom de Commission de Barlow. Son rapport, publié en 1940, pose pour la première fois le problème des grandes villes comme question publique et conclut que la « décentralisation planifiée » est préférable. Le rapport est largement ignoré à l'époque, car il est venu peu après le déclenchement de la Seconde Guerre mondiale, mais ses conclusions ont été un facteur majeur en faveur du mouvement des nouvelles villes après la guerre, qui conduit à la création de 27 villes nouvelles.
En 1946, Barlow change son nom de famille en Montague-Barlow,.
Montague-Barlow est décédé en mai 1951, à l'âge de 83 ans.